# شوما دوی

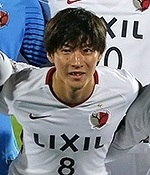
«شوما دوی» در سال ۲۰۱۸

شوما دوی (انگلیسی: Shoma Doi؛ زادهٔ ۲۱ مهٔ ۱۹۹۲) بازیکن فوتبال اهل ژاپن است.
از باشگاه‌هایی که در آن بازی کرده‌است می‌توان به باشگاه فوتبال کاشیما آنتلرز اشاره کرد.